# 和村镇
和村镇，是中华人民共和国河北省邯郸市峰峰矿区下辖的一个乡镇级行政单位。

## 行政区划
和村镇下辖以下地区：
姚庄社区、何庄社区、和平社区、万年社区、南长乐社区、北长乐社区、何庄村、东苑城村、柏泗村、集贤村、金村、岗头村、北八特村、南八特村、后连庄村、东庄村、曹庄村、杜庄村、西和村、东和村、大沟港村、董家庄村、尧庄村、北胡村、南胡村、刘岗西村和李岗西村。